# اسباط
اسباط پیامبرانی از میان نوادگان یعقوب بوده‌اند ، به اعتبار جانشینی وی، دنباله معنوی او نیز به‌شمار می‌آید. بر اساس ظاهر آیات قرآن و تصریح افرادی چون شیخ طوسی، پس از یوسف و پیش از موسی در مصر و میان بنی‌اسرائیل رسالت داشته‌اند. از آیه ۳۴ سوره غافر برمی‌آید که دراین دوره هیچ پیامبر بزرگی در میان بنی‌اسرائیل برانگیخته نشد.

## اسباط در قرآن
واژه اسباط ۵ بار در قرآن آمده‌است. در آیه ۱۶۰ سوره اعراف اسباط به‌صورت نکره آمده، مراد از آن تیره‌ها و گروه‌های دوازده‌گانه قوم موسی یا همان اسباط بنی‌اسرائیل است؛ اما در موارد دیگر (بقره:۱۳۶و۱۴۰؛ آل عمران:۸۴؛ نساء:۱۶۳) اسباط دارای «ال» تعریف بوده و از آن به عنوان دریافت کنندگان وحی یاد می‌شود؛ و این دو را نباید با هم اشتباه گرفت.
آیه ۱۶۰ سوره اعراف از تقسیم قوم موسی به ۱۲ گروه - که ظاهراً بر اساس انتساب آنان به پسران دوازده‌گانه یعقوب صورت گرفته- سخن می‌گوید.
چنان‌که از ادامه آیه نیز برمی‌آید، مفسّران قرآن سبب دسته‌بندی یاد شده را - که بنا بر ظاهر آیه در زمان موسی روی داده‌است- تسهیل در اداره امور آنان و پیشگیری از اختلاف بر سر آب، غذا و… می‌دانند.
در آیه ۱۶۳ سوره نساء از نزول وحی بر اسباط، همانند شماری از پیامبران بزرگ، یاد شده‌است.
در آیه ۱۴۰ سوره بقره صریحاً یهودی و نصرانی بودن ابراهیم، اسماعیل، اسحاق، یعقوب و اسباط، رد شده‌است و این نشان می‌دهد که اسباط -مانند بقیه پیامبران نامبرده- پیش از موسی و عیسی به پیامبری رسیده‌اند.
چنان‌که ذکر اسباط بین یعقوب و موسی در آیات ۱۳۶ بقره و ۸۴ آل‌عمران نشان می‌دهد که اسباط به احتمال زیاد در دوره تاریخی پس از یعقوب و پیش از موسی می‌زیسته‌اند؛ زیرا ترتیب تاریخی در ذکر بقیه پیامبران در این دو آیه رعایت شده‌است. به علاوه، نام بردن از اسباط در قالب لفظِ جمعی که مفرد آن یک وصف عام است، و پرهیز از ذکر نام یکایک آنها، می‌تواند از پایین بودن مقام و منزلت اسباط نسبت به پیامبران یاد شده حکایت کند.